# Аманоткель
Аманоткель (каз. Аманөткел) — село в Аральском районе Кызылординской области Казахстана. Административный центр Аманоткельского сельского округа. Код КАТО — 433233100.

## Население
В 1999 году население села составляло 1623 человека (843 мужчины и 780 женщин). По данным переписи 2009 года, в селе проживало 2196 человек (1087 мужчин и 1109 женщин).

## Известные уроженцы
- Жараскан Абдирашев (1948—2001) — казахский и советский поэт, журналист.